# アルバート・ルツーリ
アルバート・ジョン・ムンバイ・ルツーリ (Albert John Mvumbi Lutuli, 1898年? - 1967年7月21日) は、南アフリカ共和国の黒人解放運動指導者、政治家、教員。1952年よりアフリカ民族会議 (ANC) 議長となり、1950年代に南アフリカで小数白人政府に対する反対運動を展開した。1960年に彼自身のANCでの役割や、アパルトヘイトに反対したことによりノーベル平和賞を受賞。

## 生涯
彼は1898年ごろにキリスト教の宣教師であるジョン・バンヤン・ルツーリ（John Bunyan Lutuli）とムトンヤ・グメダ（Mtonya Gumede）の第3子として、現在のジンバブエのブラワヨに生まれた。彼の父の死後、彼と彼の母は先祖代々の土地である南アフリカのクワズール・ナタール州にあるグロートビル（Groutville）に行き、おばのマルチン・ルツーリ（Martin Luthuli）と暮らした。彼はキリスト教のなかの宗派の一つであるメソジストの教会で洗礼を受けた。1920年に彼は政府の奨学金でアダムズ大学のハイレベルのコースを受け、続いて教員養成学校のスタッフに参加し、当時のアダムズ大学高校の校長であるZ・K・マシューズ（Z.K. Mathews）と並んで教えた。彼の母による金銭面での協力があったので、彼はフォートヘア大学（University of Fort Hare）の奨学金を断られた。彼は1928年にアフリカ教員協会（the African Teacher's Association）の事務官に、1933年には協会の会長になった。また、彼は宣教師としても働いた。1933年に部族のリーダーが彼に部族のリーダーにならないかと尋ねた。2年間彼は迷ったが、1936年の年初に彼はこの申し出を受け、1952年にこの組織が政府によって壊滅されるまでリーダーを勤めた。
1944年にルツーリはアフリカ民族会議に参加した。1945年に彼はクワズール・ナタール州委員会の委員に選ばれ、1951年には委員長に選ばれた。翌年彼は他のANCのリーダーたちとともに政府の作った黒人差別の法律を非暴力で無視するキャンペーンを行った。1952年にANCの議長に就任した。1956年にANCは『自由憲章』を制定した。1960年にノーベル平和賞を受賞した。1962年から1965年まで英国グラスゴー大学の学長に就いた。1967年7月に彼は自宅近くの列車事故で致命的な傷を負い69歳で亡くなった。